# Björnstenstjärnarna (Lycksele socken, Lappland, 721478-162347)
Björnstenstjärnarna är en sjö i Lycksele kommun i Lappland och ingår i Umeälvens huvudavrinningsområde. Björnstenstjärnarna ligger i Vindelälven Natura 2000-område.